# Artère sigmoïdienne
Les artères sigmoïdiennes sont deux à cinq artères systémiques de l'abdomen qui vascularisent le côlon sigmoïde.

## Origine
Les artères sigmoïdiennes naissent de l'artère mésentérique inférieure après la naissance de l'artère colique gauche généralement au niveau de la troisième vertèbre lombaire. Elles sont parfois regroupées en un tronc commun nommé artère colique gauche inférieure qui se divise. Elles peuvent également naître des autres branches de l'artère mésentérique inférieure : l'artère colique gauche ou l'artère rectale supérieure.

## Trajet
Les artères sigmoïdiennes se dirigent obliquement vers le bas et vers la gauche dans le mésocôlon sigmoïde en passant en arrière du péritoine et en avant du muscle grand psoas, de l'uretère et de l'artère gonadique. Elles forment des arcades bordant le côlon en lui fournissant des rameaux de vascularisation.
Elles vascularisent le côlon sigmoïde et la partie supérieure du rectum.
Leurs branches supérieures s'anastomosent avec l'artère colique gauche et leurs branches inférieures avec l'artère rectale supérieure.

## Aspect clinique
Les artères sigmoïdiennes sont des points de vigilance lors d'une sigmoïdectomie car leur ligature accidentelle peut entraîner une ischémie du côlon ou du rectum.